# Музакион
Муза́кион (греч. Μουζάκιον ή Μουζάκι) — малый город в Греции. Находится на высоте 180 метров над уровнем моря, на левом берегу реки Памисоса (греч. Πάμισος), притока Пиньоса, в 240 километрах к северо-западу от Афин, в 173 километрах к юго-западу от Салоник, в 24 километрах к северо-западу от Кардицы, в 17 километрах к юго-западу от Трикалы и в 69 километрах к юго-западу от Ларисы. Административный центр одноимённой общины (дима) в периферийной единице Кардице в периферии Фессалии. Население 1961 житель по переписи 2011 года. Площадь 10,302 квадратного километра. Жители преимущественно заняты в сельском хозяйстве.
Севернее и восточнее города проходит национальная дорога 30 Арта — Волос.

## История
В 2 километрах к северо-востоку в Гестиэотиде, на границе с Эпиром находился древний укрепленный город Гомфы, ныне деревня Гомфи. Гомфы защищали путь в древний город Амбракию, ныне Арта, и в древний город Аргитею (Αργιθέα), столицу Афамании. Гомфы были основаны в IV веке до н. э., чеканили свою монету. В 198 году до н. э. Гомфы захватил Аминандр, царь Афамании, в 191—185 годах до н. э. — царь Филипп V Македонский, и в 48 году до н. э. в ходе гражданской войны в Древнем Риме — римский диктатор Гай Юлий Цезарь. Цезарь разрушил Гомфы. Юстиниан I в VI веке восстановил Гомфы.
В ходе оккупации Греции странами «оси» в 1943 году Музакион был сожжён.

## Население
| Год  | Население, человек |
| ---- | ------------------ |
| 1991 | 2519               |
| 2001 | 2474               |
| 2011 | ↘ 1961             |